# Орехуэла, Карлос
Карлос Альфредо Орехуэла Киноньес (исп. Carlos Alfredo Orejuela Quiñónez; род. 14 марта 1993 года в Эсмеральдас) — эквадорский футболист, нападающий клуба «Шапекоэнсе».

## Биография
Орехуэла начал карьеру в клубе «Ольмедо». 27 февраля 2011 года в матче против ЭСПОЛИ он дебютировал в эквадорской Примере. В 2015 году Карлос на правах аренды играл за ЭСПОЛИ. В начале 2016 года Орехуэла перешёл в «Мушук Руна». 14 февраля в матче против «Эмелека» он дебютировал за новую команду. 28 февраля в поединке против «Аукас» Карлос забил свой первый гол за «Мушук Руна». В начале 2017 года Орехуэла подписал контракт с «Эмелеком». 26 февраля в матче против «Индепендьенте дель Валье» он дебютировал за новую команду. 26 мая в поединке Кубка Либертадорес против перуанского «Мельгара» Карлос забил свой первый гол за «Эмелек». В том же году он помог клубу выиграть чемпионат.

## Достижения
- Чемпион Эквадора (1): 2017